# Eingliederungsvertrag (Arbeits- und Sozialrecht)
Der Eingliederungsvertrag war gemäß § 231 Drittes Buch Sozialgesetzbuch ein Arbeitsvertrag, unter Berücksichtigung und Anpassung der beruflichen Kenntnisse des Arbeitnehmers auf ein spezielles Arbeitsumfeld mit dem Ziel die Eingliederung beziehungsweise Wiedereingliederung der betroffenen Person in die Berufstätigkeit zu erleichtern. Die Vertragspartner können die Eingliederung ohne Angabe von Gründen für gescheitert erklären und dadurch den Eingliederungsvertrag auflösen. Die diesbezüglichen Regelungen sind durch das Gesetz zur Neuausrichtung der arbeitsmarktpolitischen Instrumente vom 21. Dezember 2008 (BGBl. 2008 I S. 2917, 2924) mit Wirkung zum 1. Januar 2009 ersatzlos aufgehoben worden. 